# Carp Lake (Míchigan)
Carp Lake es un lugar designado por el censo ubicado en el condado de Emmet en el estado estadounidense de Míchigan. En el Censo de 2010 tenía una población de 357 habitantes y una densidad poblacional de 28,85 personas por km².

## Geografía
Carp Lake se encuentra ubicado en las coordenadas 45°41′48″N 84°45′9″O / 45.69667, -84.75250. Según la Oficina del Censo de los Estados Unidos, Carp Lake tiene una superficie total de 12.37 km², de la cual 5,33 km² corresponden a tierra firme y (56,9 %) 7,04 km² es agua.

## Demografía
Según el censo de 2010, había 357 personas residiendo en Carp Lake. La densidad de población era de 28,85 hab./km². De los 357 habitantes, Carp Lake estaba compuesto por el 91,88 % blancos, el 0,56 % eran afroamericanos, el 3,36 % eran amerindios, el 0,28 % eran de otras razas y el 3,92 % eran de una mezcla de razas. Del total de la población el 0,56 % eran hispanos o latinos de cualquier raza.